# Ramsau am Dachstein
Ramsau am Dachstein är en ort och kommun i  distriktet Liezen i förbundslandet Steiermark i Österrike.  Kommunen har 2 917 invånare (2024).

## Sport, turism och fritid
Ramsau am Dachstein som är beläget cirka 80 kilometer sydost om Salzburg, och cirka 10 kilometer norr om Schladming är Steiermarks största turistort och sedan 2004 även en officiell luftkurort.
I Ramsau am Dachstein genomfördes världsmästerskapen i nordisk skidsport 1999.